# Karabin M/96
|  | Sammenskrivningsforslag Artiklen Karabin M/96 er foreslået føjet ind i C8 karabin. (Siden august 2017) Diskutér forslaget |

Karabin M/96 er et gevær indført i det danske forsvar i 1996. Uden for Forsvaret hedder det C8A1 og er fremstillet af Colt Canada som en videreudvikling af M4-karabinen. Kalibren er den samme som den foregående version, Gevær M/95, 5.56 x 45 mm NATO, men på grund af den kortere pibe er mundingshastigheden noget lavere.
| Model                   | Gv M/95 | Kb M/96 | Gv M/10 | LSV M/04 |
| ----------------------- | ------- | ------- | ------- | -------- |
| Vægt, kilo              | 3,2     | 2,98    | 3,7     | 5,42     |
| Længde, centimeter      | 101     | 84      | 89,2    | 101      |
| Pibelængde, centimeter  | 50,8    | 36,8    | 40,8    | 50,8     |
| Mundingshastighed, m/s  | 940     | 868     | 890     | 940      |
| Skudkadence, skud/minut | 700-900 | 750-950 | 750-950 | 600-725  |

## Anvendelse i Danmark
Karabinen blev brugt af Forsvaret som standard udleveret våben, både til værnepligtige og til fast ansat personel, primært soldater, der arbejdede med logistik eller i kampvogne, hvor et langt våben kan være til besvær. Karabin M/96 blev også brugt af Jægerkorpset og Frømandskorpset. Karabin M/96 bruges ikke længere i aktiv tjeneste, hvor det er erstattet af Gevær M/10, som er en anden version af Colt Canadas C8-riffel (C8IUR). Karabin M/96 bruges dog stadig til at uddanne værnepligtige.